# 은혁
은혁(본명: 이혁재, 본명 한자: 李赫宰, 1986년 4월 4일 ~ )은 대한민국의 래퍼이자 방송인으로 그룹 슈퍼주니어의 메인댄서, 메인래퍼이자 슈퍼주니어-D&E의 멤버이다. 멤버인 신동과 함께 브레이크댄서로 활동하고 있다.

## 학력
- 1999년 능곡초등학교 졸업
- 2002년 능곡중학교 졸업
- 2005년 화곡고등학교 졸업
- 2010년 배재대학교 연극영화학 학사
- 2012년 청운대학교 산업기술경영대학원 실용음악학 석사

## 생애
- 어린 시절에는 가정형편이 어려워 데뷔 직전까지 까치산 언덕에 위치한 반지하 월세방에 살았다.[1]
- 2012년 7월 17일 방송되는 《스타 인생극장》에서는 "집에 화장실이 없어 200미터 떨어진 기차역의 화장실을 이용해야 했다."고 회고하기도 했다.[2]

- JYJ의 김준수와는 초등학교 시절부터 친구 사이로 국내 최연소 댄스 그룹 S.R.D로 함께 활동하며 가수의 꿈을 키웠다.[3]

- SM엔터테인먼트의 연습생을 거쳐 2005년 슈퍼주니어로 데뷔. 당시 이미 활동 중인 동명이인의 개그맨 이혁재가 있었기 때문에 은혁이라는 예명으로 데뷔했다.[4]

- 2006년에는 SBS 《풀하우스》에 첫 고정으로 출연한 이후 《아이돌 군단의 떴다! 그녀 시즌1》, 《출발 드림팀 시즌2》등에서 MC 및 고정 패널로 활약하며 현재 대표적인 예능돌이다.[5]

- 2009년에는 강심장, 놀라운 대회 스타킹에서의 활약으로 아이돌 최초로 멤버 이특과 SBS 연예대상 버라이어티 부문 신인상을 공동 수상했다.[6]

- 2006년 8월 21일부터 2011년 12월 4일까지 5년 3개월간 멤버 이특과 슈퍼주니어의 키스 더 라디오의 DJ를 맡아 아이돌 출신 최장수 DJ라는 기록을 남겼다.[7]
- 은혁은 "내가 원하는 대로 음악이나 춤을 보여 주기 위해서는 인지도가 중요하고, 그래서 예능이 나에게 필요하다는 것을 알게 됐다."고 예능에 뛰어든 계기를 밝혔다.[8]

## 참여 작품

### 음반
- 슈퍼주니어
  - 슈퍼주니어-T
  - 슈퍼주니어-Happy
  - 슈퍼주니어-M
  - 슈퍼주니어-D&E

솔로 EP
- EXPLORER

### TV 방송
- 2002년 SBS 《토요일이 온다 '세기의 대결'》
- 2005년 KM 《슈퍼주니어쇼》
- 2006년 Mnet 《대결! 슈퍼주니어의 자작극》
- 2006년 KM 《미소년 합숙 대소동》
- 2007년 MBC 《행복주식회사》
- 2007년 SBS 《일요일이 좋다 - 인체탐험대》
- 2007년 M.net 《엠카운트다운》 MC
- 2008년 Comedy TV 《기막힌 외출 3》 공동 MC
- 2008년 MBC every1 《아이돌 군단의 떴다! 그녀 시즌1》 MC
- 2009년 MBC every1 《반지의 제왕》 MC
- 2009년 KBS joy 《휴먼네트워크 슈퍼주니어의 미라클》 공동 MC
- 2009년 KBS 《출발 드림팀》
- 2009년 ~ 2011년 SBS 《강심장》
- 2009년 ~ 2011년 SBS 《놀라운 대회 스타킹》
- 2012년 MBC 《놀러와》
- 2013년 SBS 《맨발의 친구들》
- 2014년 SBS 《슈퍼주니어M의 게스트하우스》
- 2015년 MBC 《애니멀즈》
- 2015년 MBC every1 《신동엽과 총각파티》
- 2017년 MBC 《황금어장 라디오스타》 스페셜 MC
- 2017년 MBC 《오빠생각》
- 2018년 tvN 《놀라운 토요일:도레미 마켓》
- 2020년 4월 22일 ~ 2023년 4월 12일 MBC every1 《주간 아이돌》 공동 MC
- 2020년 5월 9일 tvN 《놀라운 토요일:도레미 마켓》 - 게스트
- 2021년 6월 19일 KBS 《살림하는 남자들2》 고정 출연
- 2021년 10월 2일 JTBC 《아는 형님》 - 게스트
- 2022년 1월 23일, 1월 30일 SBS 《런닝맨》 - 게스트
- 2022년 4월 30일 tvN 《놀라운 토요일:도레미 마켓》 - 게스트
- 2022년 9월 16일 JTBC 《히든싱어7》 - 패널
- 2023년 ~ 2024년 TV조선 《미스트롯3》 - 심사위원
- 2024년 4월 6일  tvN 《놀라운 토요일:도레미 마켓》 - 게스트

### 라디오
- 2006년 ~ 2011년 《KBS 쿨FM》 《'슈퍼주니어의 키스 더 라디오'》 DJ

### 영화
- 2007년 꽃미남 연쇄 테러 사건
- 2011년 슈퍼쇼3 3D
- 2012년 I AM.
- 2013년 슈퍼쇼4 3D
- 2015년 SMTOWN THE STAGE

### 뮤지컬
- 2011년 페임 - 타이런 역

### 그 외
- 2020년 10월 ~ 현재 네이버TV 《은혁의 옷피셜》
- 2021년 4월 ~ 현재 네이버TV  잡동산

## 팬미팅

### EUNHYUK BIRTHDAY PARTY
| 개최일         | 도시 | 국가     | 개최지         |
| -------------- | ---- | -------- | -------------- |
| 2018년 4월 4일 | 서울 | 대한민국 | SMTOWN THEATER |

### 일단, 은혁이 4랑하는 4람들의 파티
| 개최일          | 도시 | 국가     | 개최지          |
| --------------- | ---- | -------- | --------------- |
| 2023년 3월 30일 | 서울 | 대한민국 | YES24 라이브 홀 |

### 은혁의 86F 404호
| 개최일         | 도시 | 국가     | 개최지          |
| -------------- | ---- | -------- | --------------- |
| 2024년 4월 2일 | 서울 | 대한민국 | YES24 라이브 홀 |

## 수상 경력
- 2000년 고양시 청소년 댄스경연대회 금상
- 2009년 SBS 연예대상 버라이어티부문 신인상 (강심장)
- 2021년 KBS 연예대상 베스트 팀워크상 (살림하는 남자들)

### 가요 프로그램 1위
| 연도            | 수상 내역 (총 1회)                                           |
| --------------- | ------------------------------------------------------------ |
| 2025년 (총 1회) | - UP N DOWN (총 1회) - 2월 7일 KBS2 《뮤직뱅크》 K-Chart 1위 |